# Валерьяново
Валерья́ново (бел. Валяр'янава) — деревня в Боровлянском сельсовете Минского района Минской области Беларуси.

## География
Валерьяново находится в двух километрах на северо-восток от Минска в логойском направлении, прилегает к смешанному и сосновому лесу с двух сторон.

## История
Впервые деревня упоминается в документах в 1838 году как небольшое поселение, состоящее из нескольких десятков дворов. Её основателем считается минский помещик Валерьян Буцевич, именем которого и названа деревня.
Несколько лет подряд Валерьяново занимало первое место по цене земельных участков в Минском районе.

## Население
- 1800 год — 18 мужчин;
- 1897 год — 38 человек;
- 1917 год — 56 человек;
- 1926 год — 62 человека;
- 1997 год — 388 человек;
- 1999 год — 489 человек;
- 2009 год — 1741 человек;
- 2010 год — 1283 человека;
- 2019 год — 1450 человек.

## Транспорт
Добраться до поселка можно автомобилем, общественным транспортом или пешком из близлежащего района «Новая Боровая». На автобусе № 135 СТ.М.Уручье _ Новая Боровая также маршрутные такси 1004 СТ.М.Восток _ Новая Боровая и 1008 Академика.Фёдорова(сухарево) _ Новая Боровая в деревне Копище. 5_6 раз в день ходит автобус по маршруту № 158 «ДС Карбышева — д. Валерьяново»
Кроме того, возле поселка (остановка «Боровая») останавливаются следующие автобусы, следующие по трассе М3: 113с, 141, 143  145с. И Маршрутные такси 1111, 1151, 1409, 1455, Дороги на большинстве улиц — асфальтированные.

## Спорт
В посёлке есть стадион, две волейбольные и баскетбольная площадки, стол для настольного тенниса. В 2019 году открылся теннисный комплекс Life City.

## Достопримечательности
В посёлке расположено здание храма Святителя Николая.

## Галерея

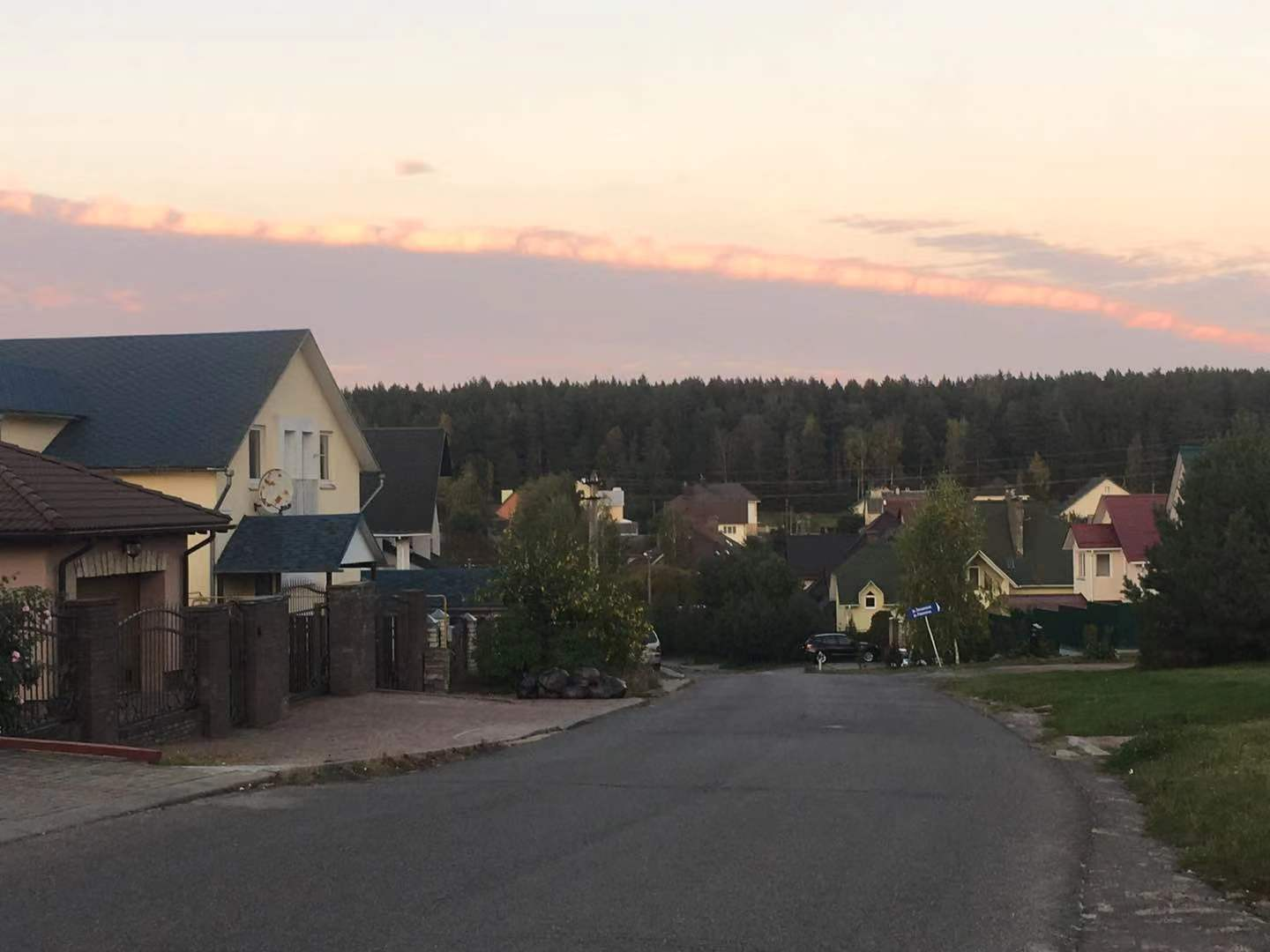
ул. Верхняя луговая
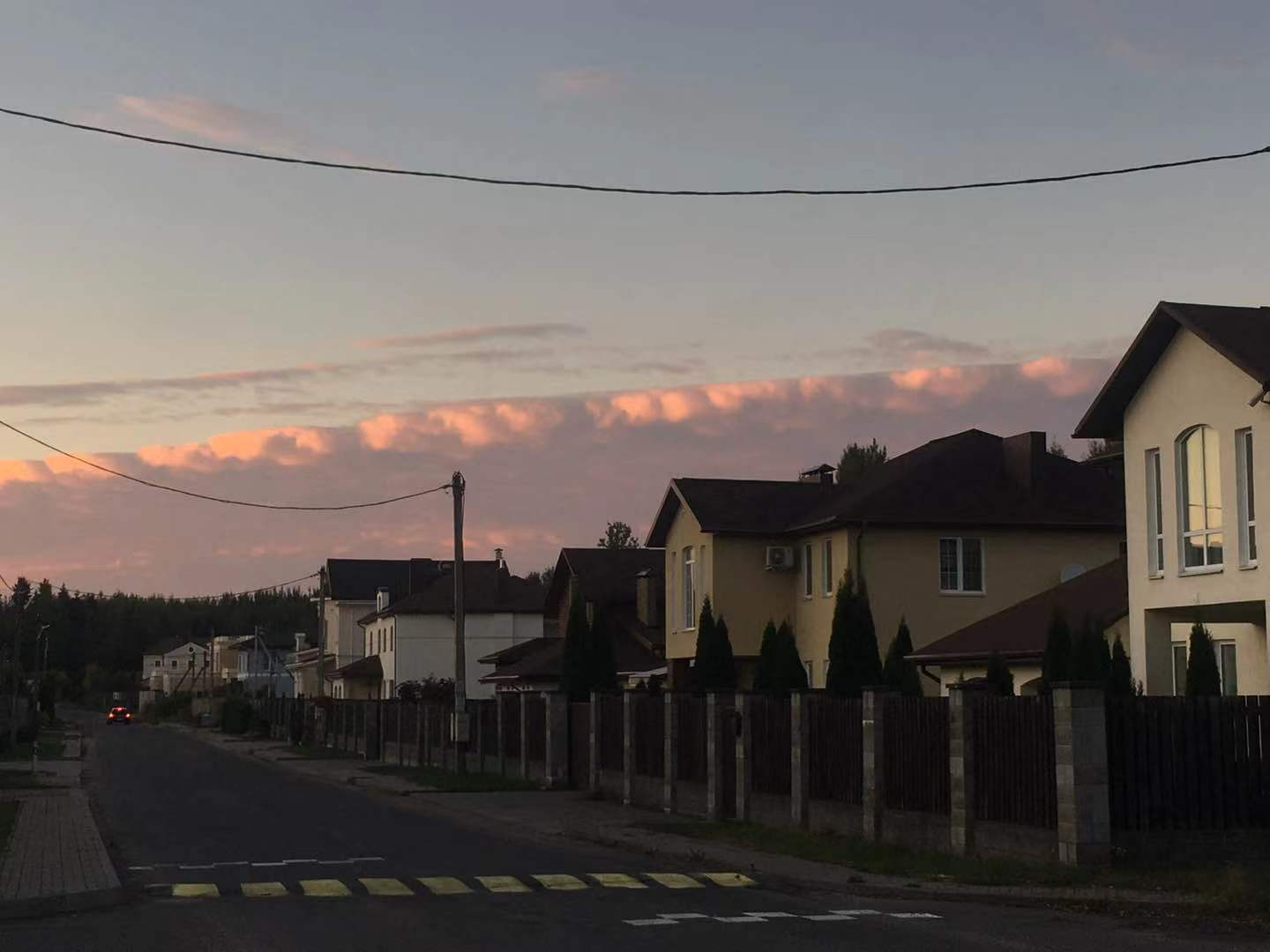
ул. Верхняя луговая
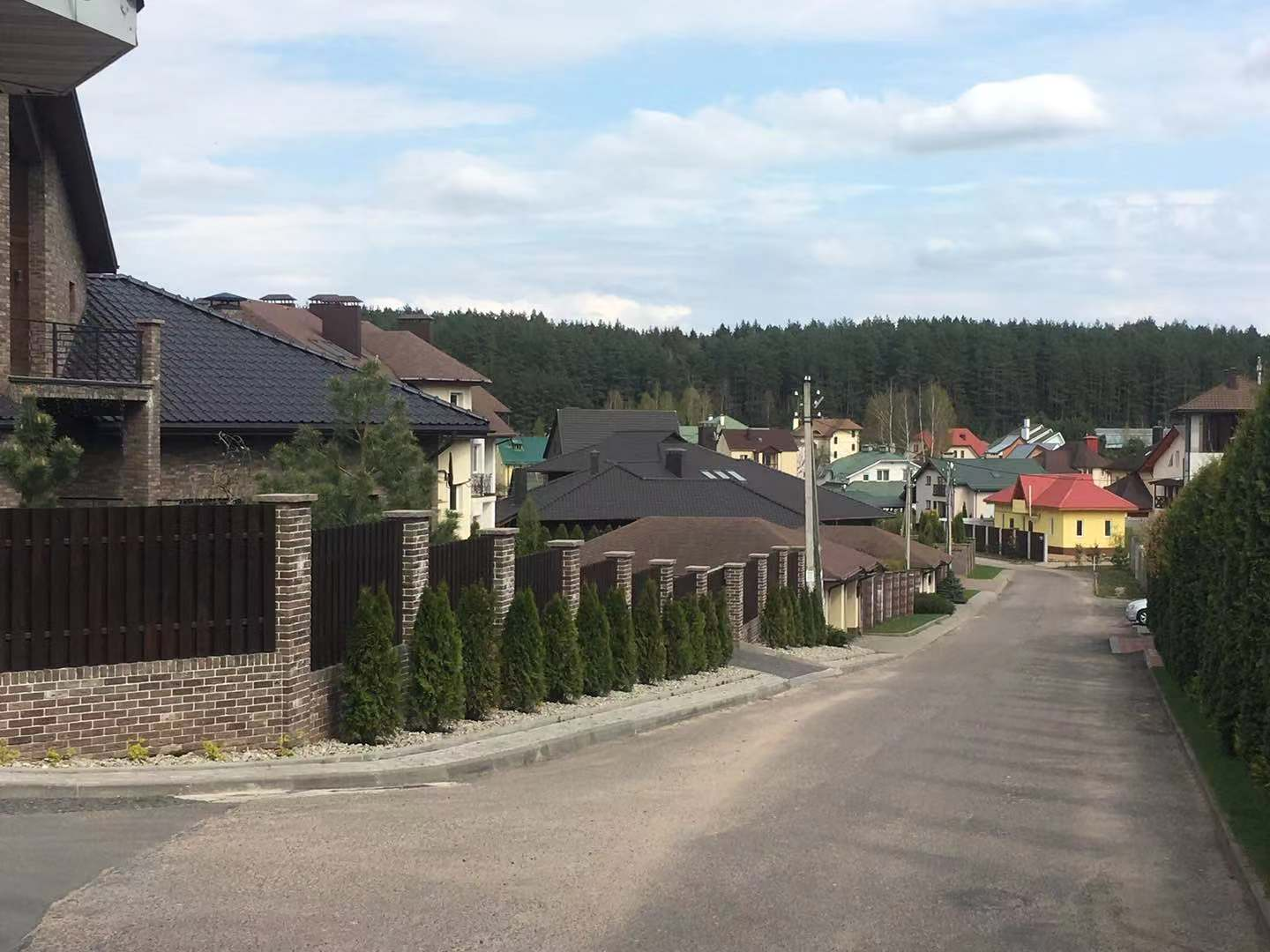
ул. Заславская
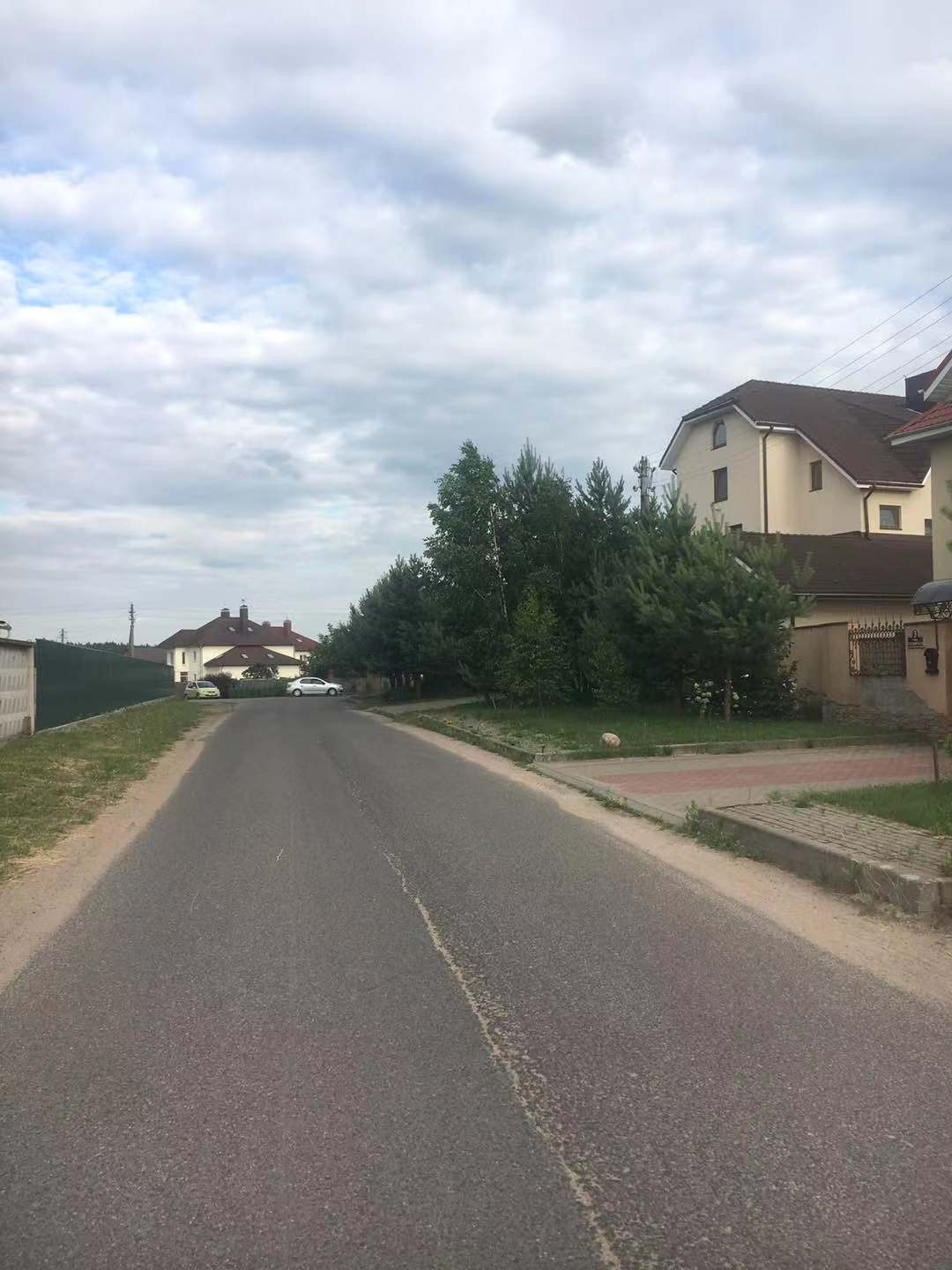
ул. Славянская
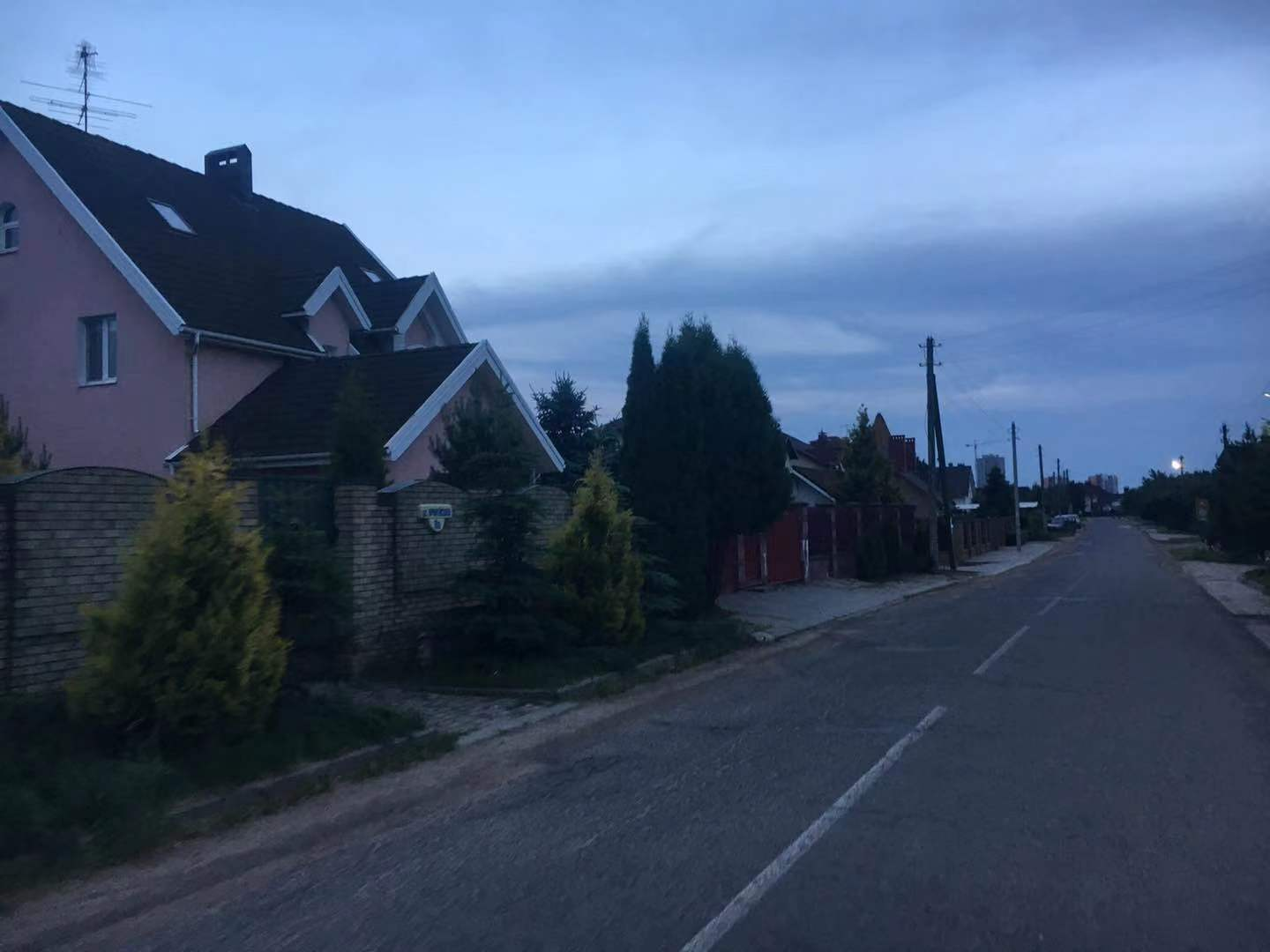
ул. Армейская
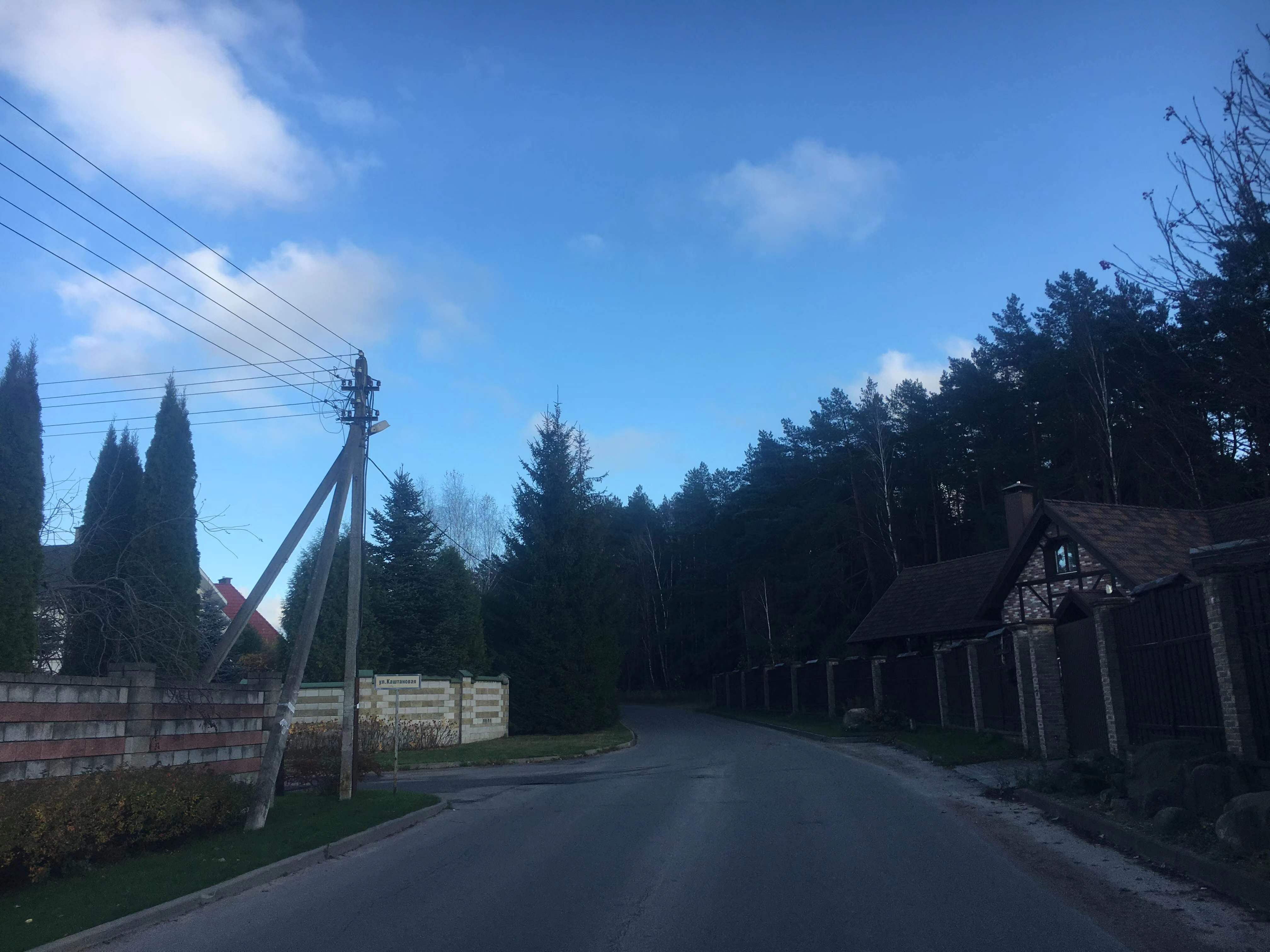
ул. Спортивная
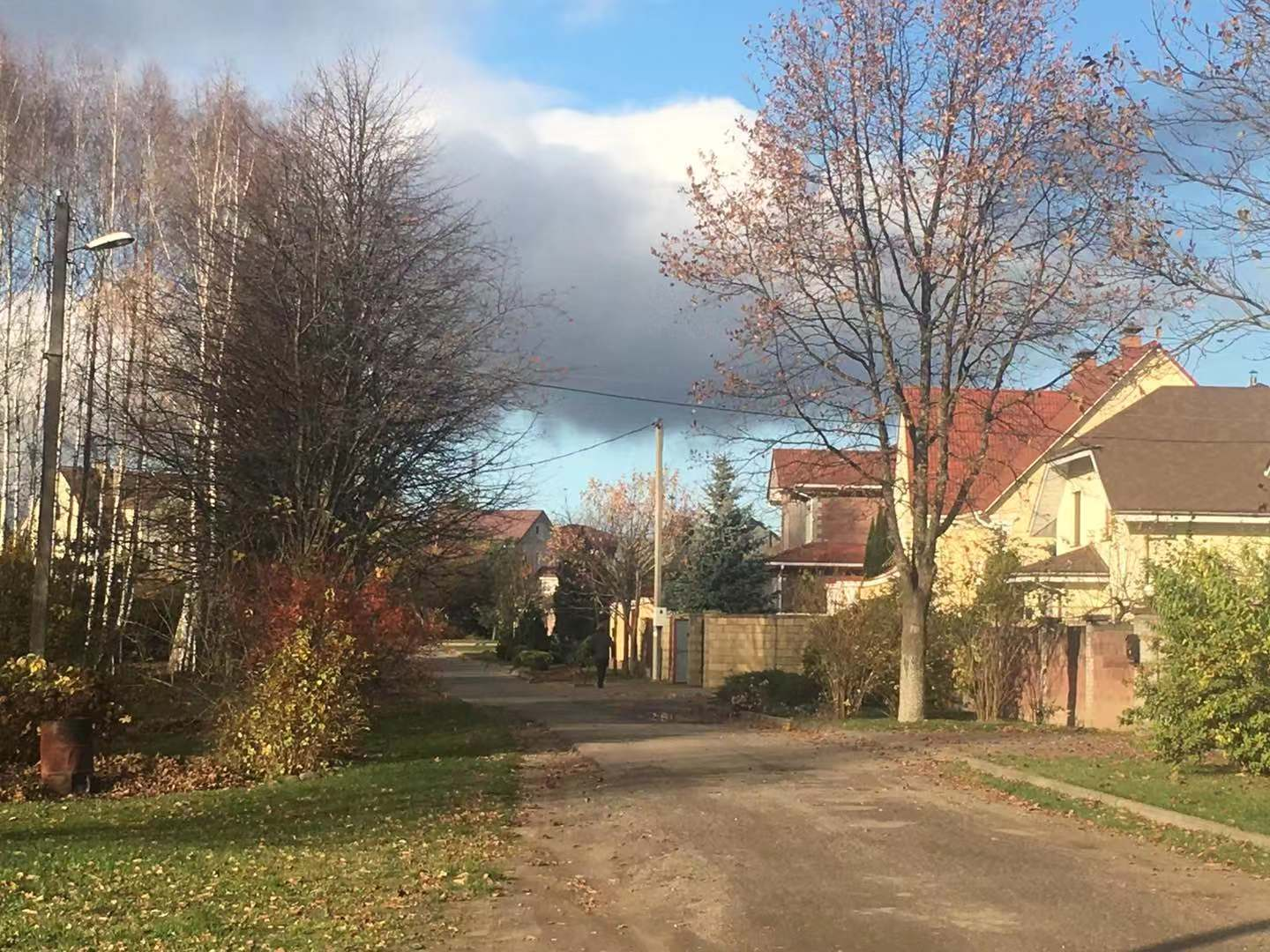
ул. Криничная
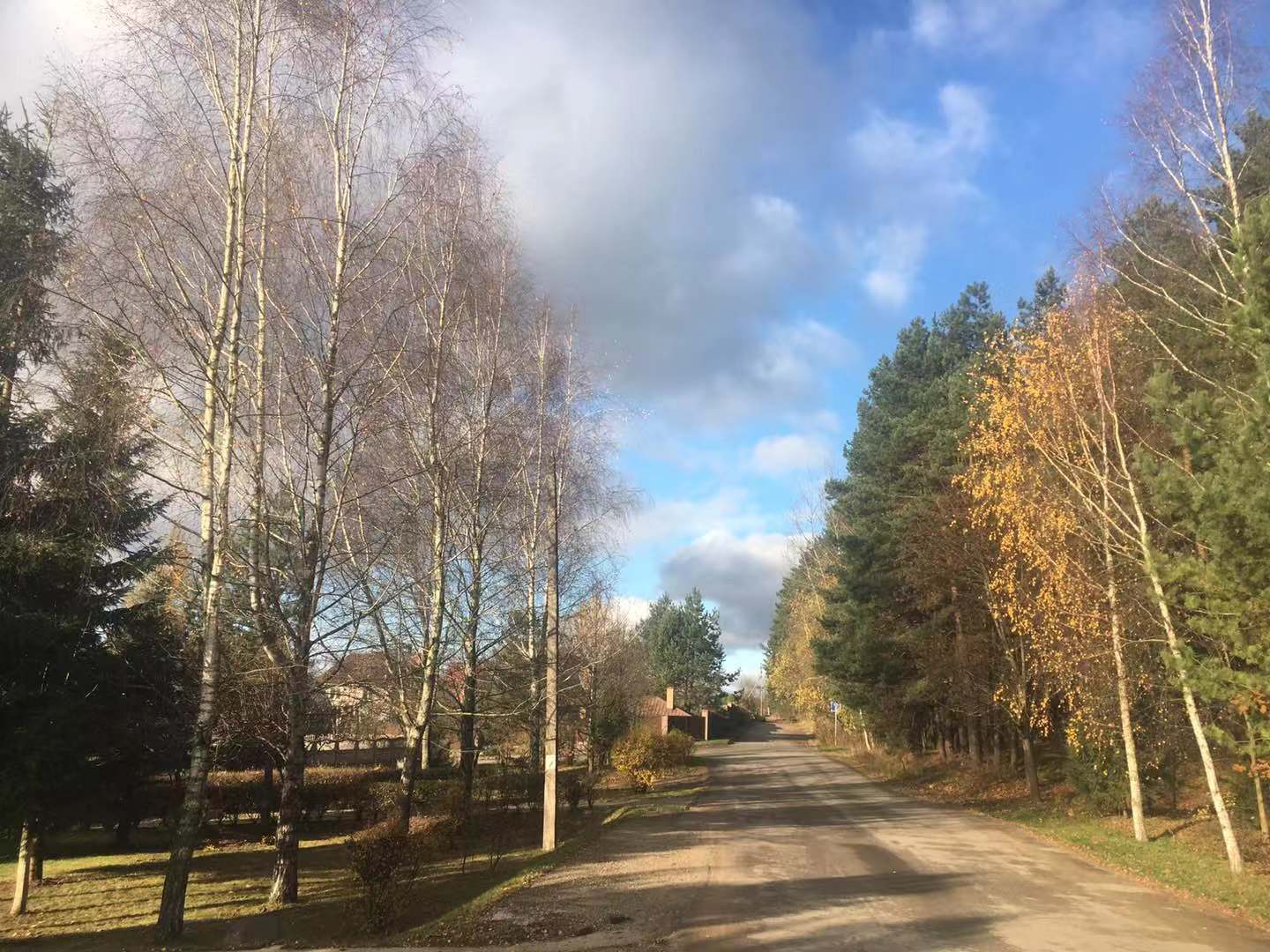
ул. Лесная
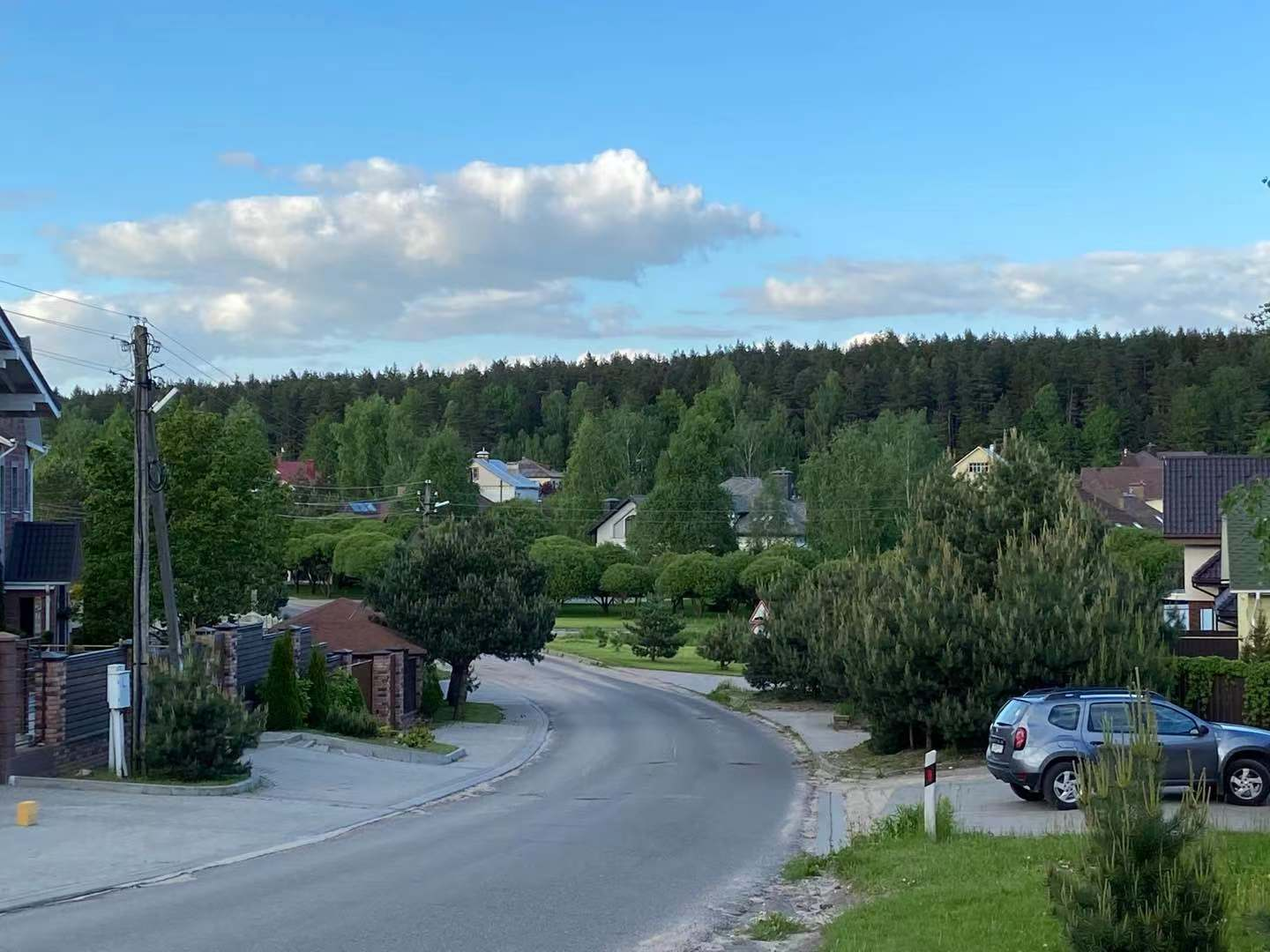
ул. Верхняя Луговая
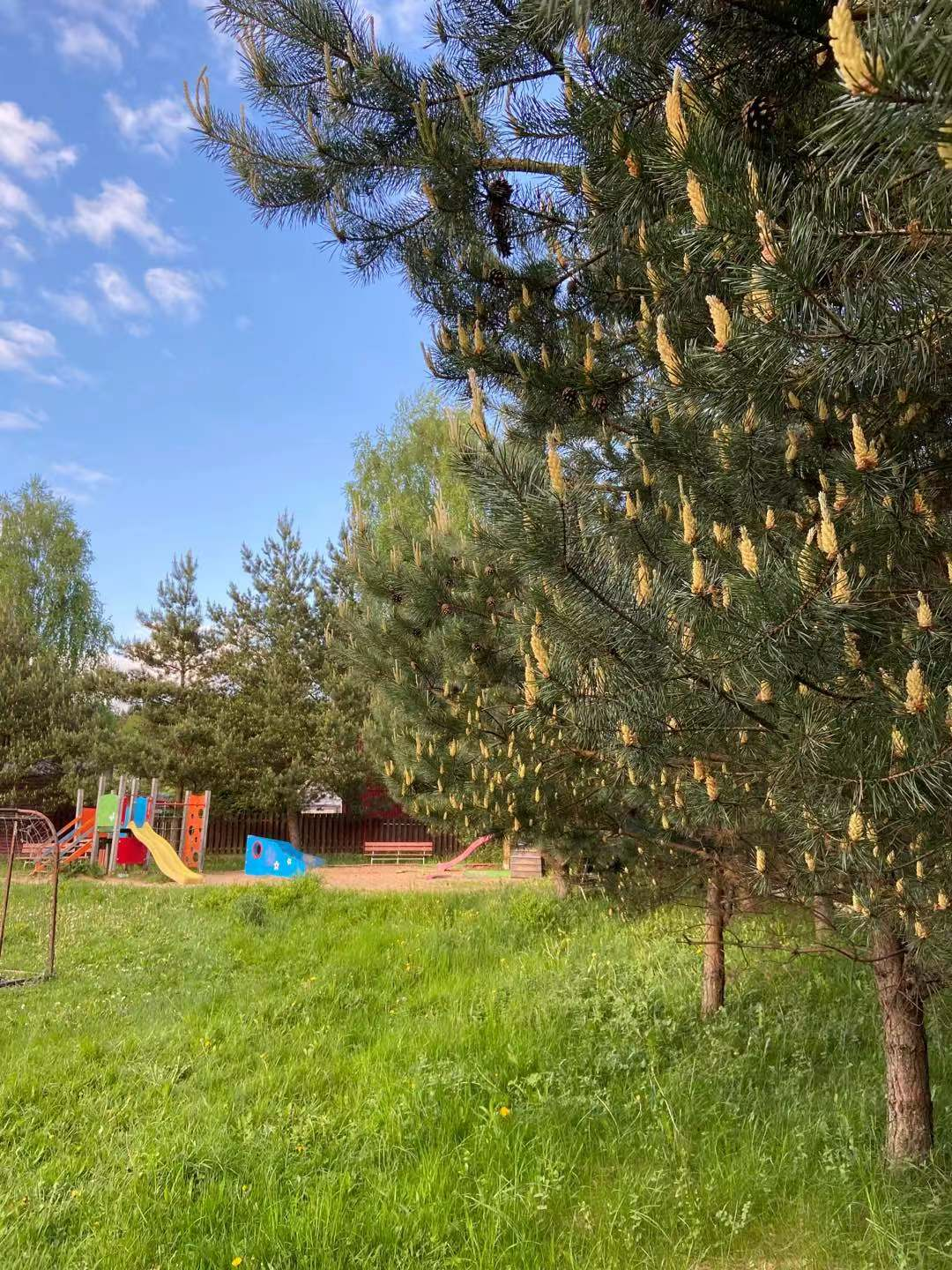
Детская площадка
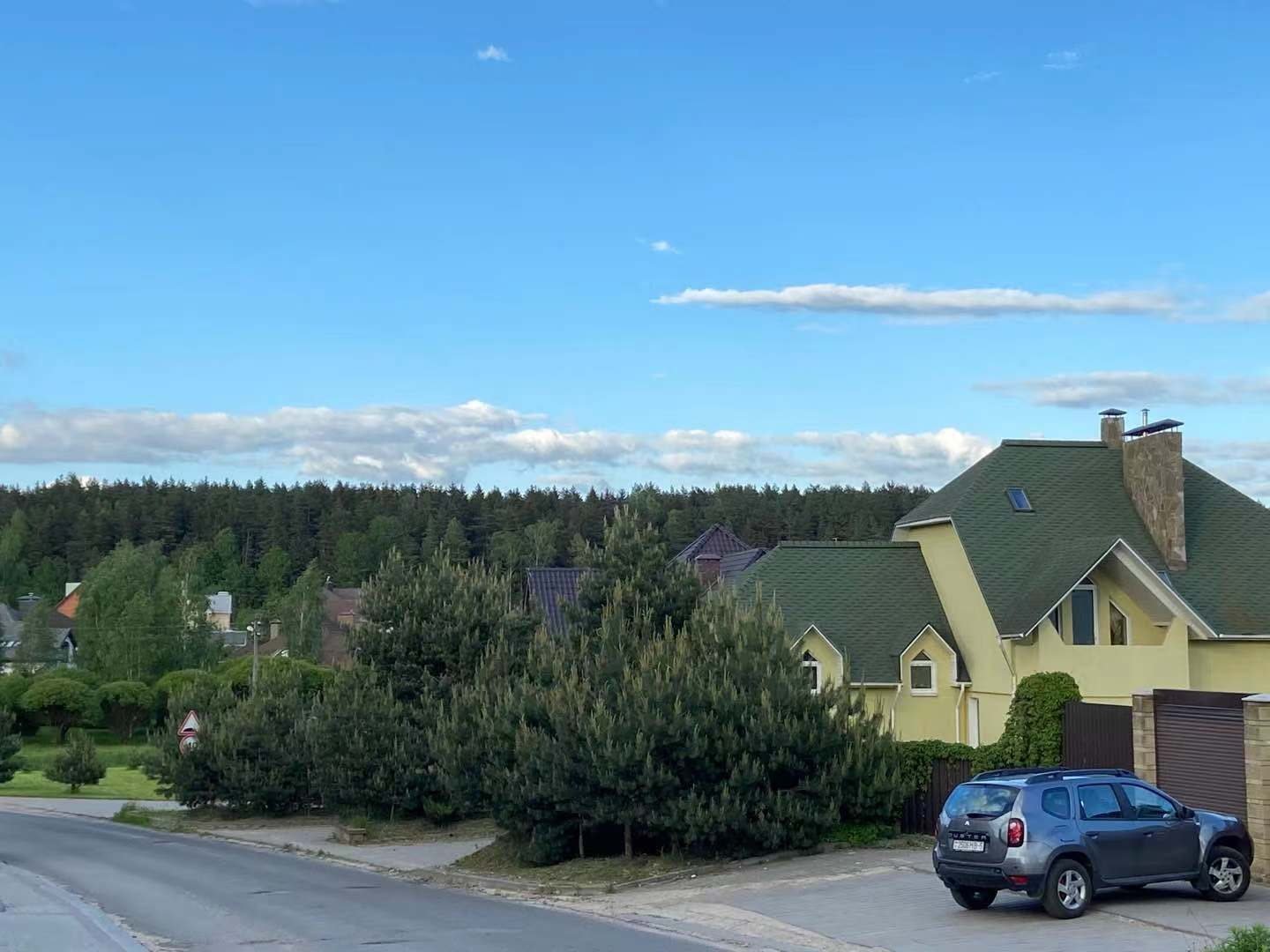
ул. Верхняя луговая
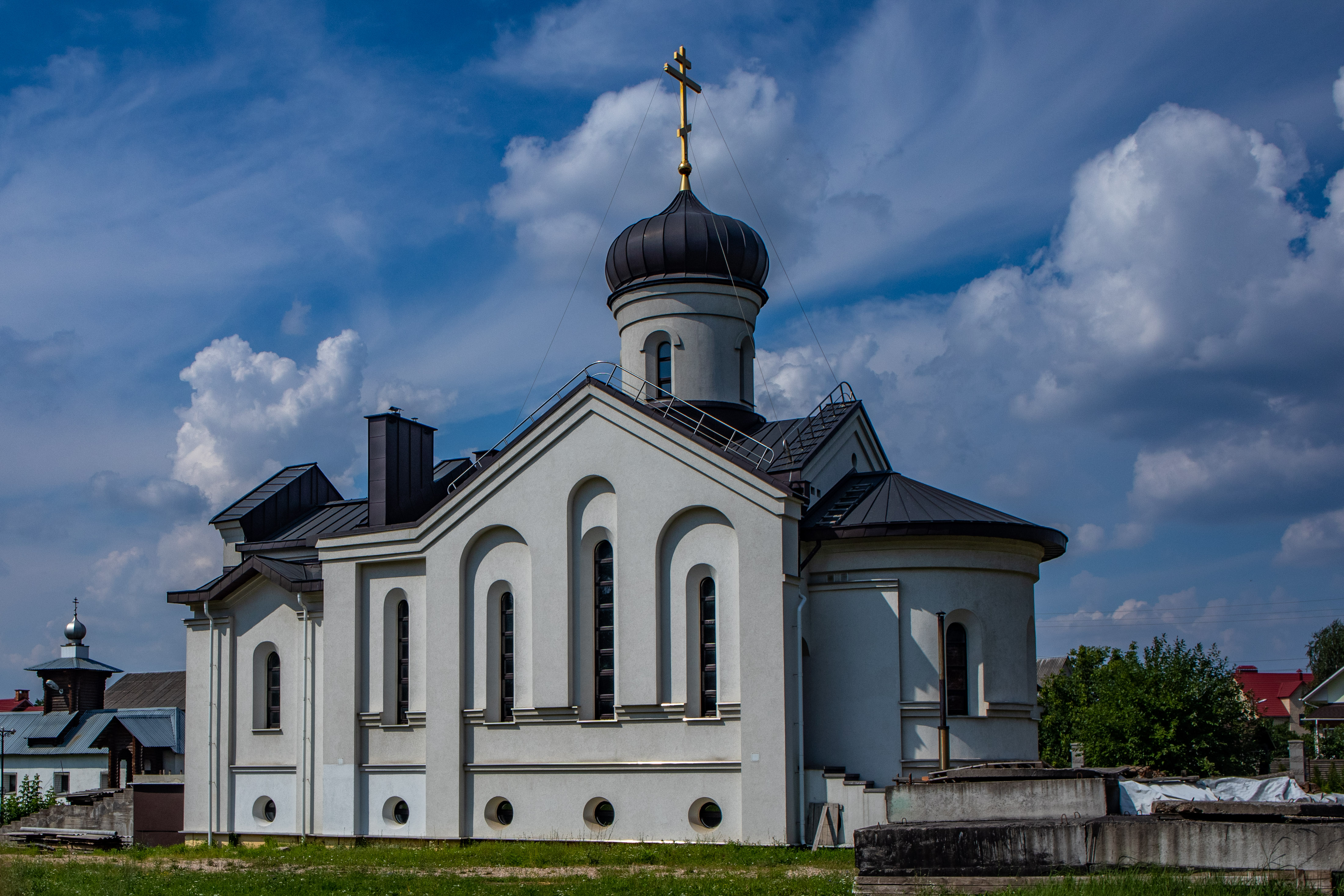
Церковь